# ريان بالمر
ريان بالمر (بالإنجليزية: Ryan Palmer)‏ هو لاعب غولف أمريكي، ولد في 19 سبتمبر 1976 في أماريلو في الولايات المتحدة.

## وصلات خارجية
- ريان بالمر على موقع رابطة لاعبي الغولف المحترفين (الإنجليزية)
- ريان بالمر على موقع التصنيف العالمي الرسمي للغولف (الإنجليزية)